# Edmund Bohne
Edmund Friedrich Hermann Bohne (* 5. Oktober 1886 in Potsdam; † 7. Januar 1954 in Berlin-Wilmersdorf) war ein deutscher Verwaltungsjurist und Politiker.

## Leben
Nach dem Abitur 1904 am Viktoria-Gymnasium in Potsdam studierte Edmund Bohne Rechtswissenschaft an der Philipps-Universität Marburg und der Friedrich-Wilhelms-Universität zu Berlin. 1905 wurde er Mitglied des Corps Teutonia Marburg. Er bestand im November 1907 in Berlin das Referendarexamen wurde 1908 an der Ruprecht-Karls-Universität Heidelberg zum Dr. iur. promoviert.
Im November 1909 kam er als Regierungsreferendar nach Schleswig in der Provinz Schleswig-Holstein. Seit Juli 1913 Regierungsassessor beim Kreis Kulm, nahm er am Ersten Weltkrieg von  August 1914 bis Herbst 1917 als Oberleutnant der Reserve teil. Nach einer Verwendung bei der Regierung in Breslau wurde er im Herbst 1919 in das Preußische Ministerium des Innern versetzt und im Januar 1921 zum Regierungsrat ernannt. Im Mai 1921 wurde er zunächst kommissarischer Landrat und im August 1921 Landrat des Kreises Zauch-Belzig. Am 15. Mai 1933 wurde er in einstweiligen Ruhestand versetzt, im Juli 1933 der Regierung in Minden überwiesen und im folgenden Monat aus dem Dienst entlassen. Danach lebte er als Finanz- und Immobilienmakler in Berlin.

## Politik
Bohne gehörte als Mitglied der Deutschen Volkspartei dem Brandenburgischen Provinziallandtag an. Im Januar 1930 wurde er stellvertretendes Mitglied und am 8. Oktober 1930 Mitglied des Preußischen Staatsrats. Bei den landeseinheitlich durchgeführten Wahlen vom 10. April 1933 wurde er nicht wiedergewählt.